# Podocarpus perrieri
Podocarpus perrieri är en barrträdart som beskrevs av Henri Marcel Gaussen och Woltz. Podocarpus perrieri ingår i släktet Podocarpus och familjen Podocarpaceae. IUCN kategoriserar arten globalt som akut hotad. Inga underarter finns listade i Catalogue of Life.
Den är endemisk för Madagaskar och har uppkallats efter den franske botanikern Joseph Marie Henry Alfred Perrier de la Bâthie.